# Reprezentacja Danii w piłce wodnej mężczyzn
Reprezentacja Danii w piłce wodnej mężczyzn – zespół, biorący udział w imieniu Danii w meczach i sportowych imprezach międzynarodowych w piłce wodnej, powoływany przez selekcjonera, w którym mogą występować wyłącznie zawodnicy posiadający obywatelstwo duńskie. Za jej funkcjonowanie odpowiedzialny jest Duński Związek Pływacki (DSU), który jest członkiem Międzynarodowej Federacji Pływackiej.

## Historia
W 1981 reprezentacja Danii rozegrała swój pierwszy oficjalny mecz w Mistrzostwach Europy.

## Udział w turniejach międzynarodowych

### Igrzyska olimpijskie
Reprezentacja Danii żadnego razu nie występowała na Igrzyskach Olimpijskich.

### Mistrzostwa świata
Dotychczas reprezentacji Danii żadnego razu nie udało się awansować do finałów MŚ.

### Puchar świata
Dania żadnego razu nie uczestniczyła w finałach Pucharu świata.

### Mistrzostwa Europy
Duńskiej drużynie 3 razy udało się zakwalifikować do finałów ME. Najwyższe osiągnięcie to 16. miejsce w 1991 roku.